# Gustav Kispert
Gustav Kispert (Rorschach, 13 augustus 1856 - München, 6 maart 1887) was een Zwitsers kunstschilder uit de 19e eeuw die zijn leven gedeeltelijk doorbracht in het Duitse Keizerrijk.
Hij werd 30 jaar oud.

## Werken
- Mädchen beim Blumen pflücken in Waldlandschaft, 1886.
- Junge Frau pflückt Blumen an einem sonnigen Tag, 1886.

- Gemeinsame Normdatei: 1077873034
- RKD-Nederlands Instituut voor Kunstgeschiedenis: 351556
- Union List of Artist Names: 500149949
- Virtual International Authority File: 173071033